# 의료전달체계
의료전달체계는 의료자원의 효율적 운영을 통해 적시에 적정인에 의해 적소에서 적정진료를 받을 수 있도록 하기 위한 제도이다. 의료전달체계의 개념은 의료자원을 효율적으로 사용하여, 필요한 내용의 의료서비스를 필요한 때에 적절한 장소에서 제공함으로써, 건강을 효과적으로 보호하기 위한 체계이다.

## 대한민국의 의료전달체계
대한민국의 의료전달체계는 1989년 전국민 의료보장제도를 도입하면서 전국적으로 실시되었다. 대한민국 의료전달체계의 문제점으로 의료기관간 의료시설의 대형화와 고급화 경쟁으로 의료기관간 병상과 고가의료장비 보유 경쟁의 심화, 의료자원 공급과잉과 과다경쟁으로 비효율적인 진료현상 심화, 의료자원 편중으로 인한 수도권 대형병원으로의 환자 쏠림 현상 등이 제기되었다. 이를 위하여 의료기관의 기능 및 역할 정립과 제도개선, 의료이용의 적정화를 위한 체계적 의료이용 시스템 구축, 의료전달체계 확립을 위한 의료자원관리체계 선진화 등의 과제가 제기되기도 하였다.